# Natalia Mitriouk
Natalia Ivanivna Mitriouk (en ukrainien : Ната́лія Іва́нівна Митрю́к, en russe : Наталья Ивановна Митрюк, aussi orthographié Natalya Matryouk), née le 26 novembre 1959 à Khoust en RSS d'Ukraine, est une ancienne joueuse soviétique puis ukrainienne de handball. Elle évoluait au poste de gardienne de but.

## Biographie
Natalia Ivanivna Mitriouk débute le handball dans sa ville natale à Khoust, région de Transcarpathie. En 1976, elle joue pour le Kolos de Berehove.
En 1977, il rejoint le Spartak Kiev avec lequel elle remporte au moins cinq fois la Coupe des clubs champions et onze fois le Championnat d'URSS.
Après la médaille de bronze remportée aux Jeux olympiques 1988, sa fille Tatiana naît et Mitriouk songe à mettre un terme à sa carrière. Après trois ans sans jouer, elle est contactée par l'ancien rival du Spartak, le club yougoslave du Radnički Belgrade. Elle y évolue deux saisons, remportant la 
Coupe de RF Yougoslavie en 1994, avant de rejoindre un autre club de Belgrade, le Savski vena.
En 1997, Zinaïda Tourtchina l'appelle et lui propose de revenir au Spartak Kiev. Mais le club est bien moins performant que lors de son départ et Mitriouk ne glane que deux titres de vice-championne d'Ukraine en 1998 et 1999.

## Palmarès

### Club
compétitions internationales
- Vainqueur de la Coupe des clubs champions (5 à 7) : 1979[réf. nécessaire], 1981[3], 1983[4], 1985[5], 1986[6], 1987[7], 1988[réf. nécessaire]
  - Finaliste en 1989[8]

compétitions nationales
- Vainqueur du Championnat d'Union soviétique (11) : 1978-1989
- Vainqueur de la Coupe de RF Yougoslavie (1) : 1994
- Deuxième du Championnat d'Ukraine (2) : 1998, 1999
- Vainqueur de la Coupe d'Italie (it) (1) : 2000-01

### Sélection nationale
Jeux olympiques
- Médaille de bronze aux Jeux olympiques 1988 de Séoul

Championnat du monde
- Médaille de bronze au Championnat du monde 1982
- Médaille de bronze au Championnat du monde 1986

Championnat du monde junior
- Médaille d'or au Championnat du monde junior 1983
- Médaille d'argent au Championnat du monde junior 1977 (en)